# Kashiwara (Osaka)
Kashiwara (柏原市 Kashiwara-shi?) es una ciudad localizada en la prefectura de Osaka, Japón. En julio de 2019 tenía una población estimada de 68.589 habitantes y una densidad de población de 2.708 personas por km². Su área total es de 25,33 km².

## Geografía

### Localidades circundantes
- Prefectura de Osaka
  - Yao
  - Fujiidera
  - Habikino
- Prefectura de Nara
  - Kashiba
  - Ōji
  - Sangō

## Demografía
Según datos del censo japonés, la población de Kashiwara ha disminuido en los últimos años.
| Año del censo | Población |
| ------------- | --------- |
| 1995          | 80.303    |
| 2000          | 79.227    |
| 2005          | 77.034    |
| 2010          | 74.773    |
| 2015          | 71.112    |